# Herbert Bräuer
Herbert Bräuer (* 14. April 1921 in Dortmund; † 20. Dezember 1989 in Kommern-Süd) war ein deutscher Slavist und Sprachwissenschaftler.

## Leben

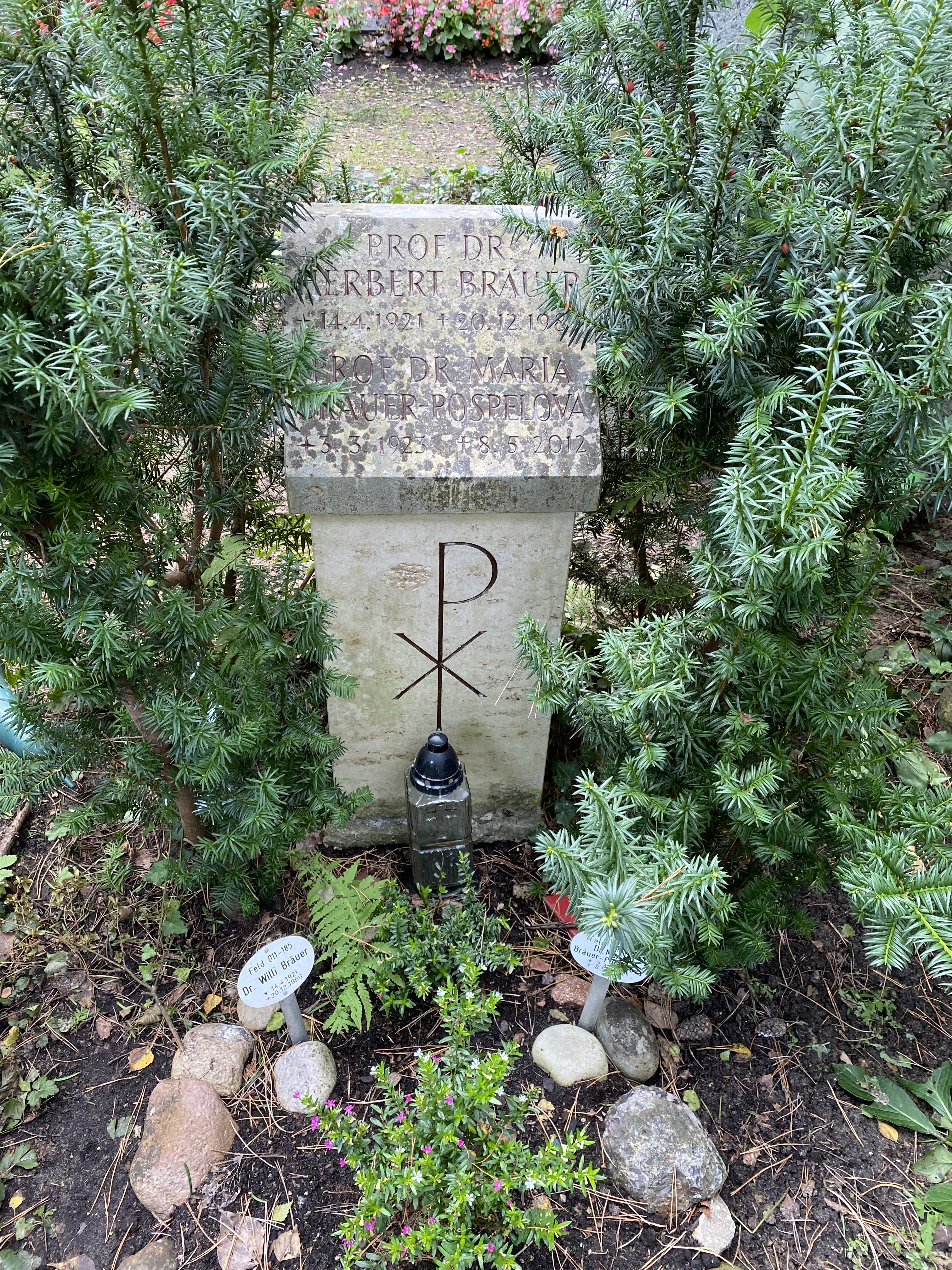
Grabstätte (Feld 011-185)

Nach dem Abitur studierte Herbert Bräuer ab 1941 in Münster und Berlin Slavische Philologie, Indogermanistik und Osteuropäische Geschichte. Im Herbst 1945 wurde er bei Max Vasmer über das Thema Der persönliche Agens beim Passiv im Altbulgarischen promoviert. Im April 1947 wurde er wissenschaftlicher Mitarbeiter an der Deutschen Akademie der Wissenschaften in Berlin, ab 1948 hatte er auch Lehraufträge an der Humboldt-Universität zu Berlin.
1950 wurde ihm eine außerordentliche Professur in Greifswald angeboten, die er aber ablehnte. Stattdessen ging er als Vasmers Assistent an die Freie Universität Berlin, wo er sich 1955 mit der Arbeit Untersuchungen zum Konjunktiv im Altkirchenslavischen und im Altrussischen habilitierte. 1956 wurde er dort Diätendozent, 1959 wurde er als ordentlicher Professor der Slavischen Philologie an die Philipps-Universität Marburg berufen. 1964 wurde er Nachfolger von Valentin Kiparsky an der Freien Universität Berlin. 1975 wurde er als Nachfolger von Reinhold Olesch an die Universität zu Köln berufen, wo er bis zu seiner Emeritierung am 1. August 1986 lehrte.
Bräuer war ab 1963 ordentliches Mitglied der Akademie der Wissenschaften und der Literatur zu Mainz und Vorsitzender ihrer Kommission für Slavische Philologie und Kulturgeschichte. In dieser Funktion führte er das onomastische Projekt Russisches Geographisches Namenbuch seines Lehrers Max Vasmer zu Ende und initiierte das noch laufende Akademieprojekt Russisch-deutsches Wörterbuch. Von 1967 bis zu seinem Tod war er einer der Herausgeber der Zeitschrift für slavische Philologie.
Herbert Bräuer starb 1989 im Alter von 68 Jahren in Kommern-Süd. Sein Grab befindet sich auf dem Waldfriedhof Dahlem in Berlin.